# システムソフト
株式会社システムソフト（英: SystemSoft Corporation）は、東京都千代田区に本社を置く日本のコンピュータ関連企業。
福岡県福岡市発祥で、福岡市中央区天神1丁目12番1号に「福岡本社」を置いている。

## 概要
コンピュータソフトの開発・移植・発売が原点で、ゲームソフトでは『大戦略』『天下統一』『エアーコンバット』（ナムコの同名ゲームとは別物）『ティル・ナ・ノーグ』など数多くの名作を産み出す。その後、1980年代後半当時はまだ日本に営業拠点をもっていなかったアドビシステムズ（現・アドビ）、シマンテック、クラリス、マクロマインドなどの海外のソフトウェア会社と単なる代理店ではなく開発も含めた契約を結び、福岡からアメリカの各社へ開発者を送り込んでMacintosh用ソフトウェアの日本語版を多数発売してきた
。創業者である樺島正博は、その先見性から早くからDTP（デスクトップパブリッシング）の将来性を確信しており、会社の規模に見合わない投資を続けた結果、日本におけるDTPの早期普及に多大な貢献をした。
ラディウス社の高解像度ディスプレーなどハードウエアの独占販売権をもっていた。また自社でも多数アプリケーションソフトを開発・販売している。また、1980年代にはNEC製の8ビットパソコン用の殆どの機種（主にPC-8800シリーズ）に付属する専用デモンストレーションやゲームプログラム・ディスクオペレーティングシステムを開発している。
当時のNECとのつながりが深く、開発者向けのPC-8000シリーズやPC-9800シリーズなどの資料を「PCテクノウ8000」、「PCテクノウ9800」などとして一般向けに販売した実績やPC-100シリーズの付属アプリケーションとしてロードランナーを移植したことでも知られている。
PC-8001/PC-8801のDOS（ディスクオペレーティングシステム）として、PC DOS / New PC DOSを開発・販売をしていた。そのころの8BitCPUは64KBのメモリアドレスしかなくOS自体も小さなサイズでないとアプリケーションが動作しないといった問題があり、機能を縮小しテープ用アプリケーションの動作を可能にしたDOSで、ヒット商品となった。なお、当時の社名はシステムソフト福岡である。
PC-8801用ゲームとして初めてFDで供給したのもシステムソフトである。
FDのプロテクトも一般的には初めてであり、2DのFDを1Dのみ（片面はアンフォーマット）にしてコピー防止対策をした。
また一時期Macintosh用ハードウェア（ディスプレイなど）も扱っていた。
海外のソフトウェア会社が自前で日本に拠点を持つようになってからは売上げが落ち込み、災害対策システムの開発やシステム設計・開発・コンサルタント業務などに業態を方針転換させた。またこれまでのゲームソフト事業はシステムソフト・プロダクションとして分社化した後、アルファーショックへ営業権を譲渡・開発スタッフ移籍。同社は社名をシステムソフト・アルファーへと変更した。
2005年、アパマンショップネットワーク（現・APAMAN）の傘下に入り、システム設計・開発・コンサルタント及び賃貸不動産情報サイト「APAMAN」の運営を行っている。また2014年には福岡を拠点とするサッカークラブ・アビスパ福岡の第三者割当増資を引き受け、筆頭株主となっている。

## 沿革
- 1979年 樺島正博が前身の株式会社システムソフト福岡を9月に設立。オフィスは当時のタウン誌『シティ情報ふくおか』を発行していたプランニング秀巧社のオフィスを間借り。樺島と、ヘンリー山本、藤田英時の3名でスタート。同年に発売されたパソコン（当時はマイコンと呼ばれていた）NECのPC-8000シリーズの販売代理店となる。資本金300万円の大半を会社のロゴマークのデザインに費やしたというエピソードがあるが、すでにその頃から樺島正博のこだわりが垣間見える。ちなみにデザイナーは地元のグラフィックデザイナー西島伊三雄。博多祇園山笠で使う縄をモチーフにコンピュータシステムと社会の交わりをイメージしたとされる。
- 1980年 九州大学のサークルである物理研究部の部長であった栗山浩一と部員の平松達雄が同社のショースペースを訪問。樺島正博が声をかけ九州大学の学生であることが分かると、その場でサークルへのPC-8000シリーズのフルセットの無償提供を申し出た。部室に置かれたPC-8001を部員が自由に使うことで、しだいにゲームソフトらしいものが次々に作成されていくこととなった。初のゲームソフト「麻雀」を5月に発売。初のユーティリティソフト「PUシリーズ」を6月に発売。Intel 8080を解説した初の出版物「8086入門」を10月に発刊。事業拡大のため9月にオフィスを渡辺通5丁目の大谷ビル（現存せず。他のビルに建て替えられた）に移転。
- 1981年 事業拡大のため4月にオフィスを天神センタービルのB1Fに移転し、NECマイコンショップを開設。研究開発部を6月に設置。
- 1982年 日本初の特定機種用の技術書「PCテクノウ8000」を4月に発刊。九州大学の栗山浩一、平松達雄らが執筆。5万部以上を売り上げる。
- 1983年 研究開発部が独立し、株式会社システムソフトとして資本金400万円にて5月に設立。6月に渡辺通2-4-8・福岡小学館ビルの最上階9F（1フロア占有）に移転。アメリカ合衆国ブローダーバンドからライセンスを受けゲームソフト「ロードランナー」をPC-9801用に移植して11月に発売。以後ブローダーバンド社の『チョップリフター』、『ミッドナイトマジック（英語版）』の移植3部作を、PC-8800シリーズやPC-6000シリーズなど多数の機種向けに次々に開発・発売。「PCテクノウ9800」を12月に発刊。5万部以上を売り上げる。
- 1984年 「ロードランナー」が爆発的ヒットとなる。PC-8800シリーズで日本語処理を可能にした「8801漢字BASIC」を4月に発売。
- 1985年 ゲーム開発の拠点として東京オフィスを千歳烏山に3月に開設。関連会社として株式会社ビー・エヌ・エヌ（後にビー・エヌ・エヌ新社となるが現在は株式会社ビー・エヌ・エヌに社名変更）を7月に設立。大ヒット作「大戦略シリーズ」の第一作目「現代大戦略」（PC-9800シリーズ対応）を11月に発売。
- 1986年 東京オフィス内に営業部を1月に開設。4月にオフィスを福岡市南区市崎の丘陵のマンション「アビタシオン高宮（現在はアビタシオン市崎に名称変更）」に移転。アスキー、コナミ工業株式会社、ボーステック株式会社、株式会社システムサコムなどと共同出資し、ソフトウェアの流通会社、株式会社ソフトウィングを8月に設立。東京オフィス内に海外部を10月に開設。
- 1987年 アップルコンピュータ株式会社（現在のApple）と4月に正規販売代理店契約を締結。福岡市早良区室見に技術部を6月に移設。福岡市中央区天神5丁目7-2に本社自社ビル「システムソフトビル（現在はヒットノース天神ビル）」が7月に竣工し技術部以外の部門が入居。Quark, Inc.との仕入取引を9月に開始。クラリスとの仕入取引を11月に開始。
- 1988年 カリフォルニア州ロスアルトスヒルズ町に米国オフィス兼社宅を6月に開設。Macintosh対応の初の日本語版製品「マックペイント2.0」（クラリス）を8月に発売。
- 1989年 「大戦略III」を6月に発売し空前のヒット。PC-9800シリーズ対応のみで6万本以上の売上。11月に松山オフィスを開設。以後、大戦略ナンバーシリーズの開発拠点となる。10月に発生したロマ・プリータ地震（カリフォルニア地震の1つ）により、米国オフィスが多大な被害を受ける。実質的に使用不能となり、サンノゼ市内に移転を余儀なくされる。
- 1990年 新本社ビル「ソフトビル（現在はオフィスニューガイア天神）」を福岡市中央区天神3丁目10-30に3月に竣工。旧本社ビルの全部門が移転。Macintosh対応の日本語ワードプロセッサ「マックライトII」（クラリスとの共同開発）を7月に発売。東京営業所を10月に開設。
- 1991年 Macintosh対応のフォトレタッチソフト「Adobe Photoshop」（アドビ社）の日本語ローカライズを行い日本語版を6月に発売。
- 1992年 5月、カテナ株式会社（現・株式会社システナ）が資本参加。
- 1996年 11月、日本証券業協会に、株式を店頭公開（後のジャスダック）。
- 1997年 1月、株式の公開を記念して全社員によるハワイ旅行（2泊3日）に行く。
- 1998年 11月、株式会社システムソフト・プロダクションを設立、ゲームソフト事業を移管。
- 2001年 カテナグループのナスビイ、ジスト、解析技術サービスと合併
- 2001年 4月、システムソフト・プロダクションの全株式およびゲームソフトに関する営業権等を有限会社アルファーショックに譲渡、開発スタッフの移籍を実施。アルファーショックがシステムソフト・アルファー株式会社に社名・組織変更。
- 2001年 システムソフト電子辞典シリーズの販売権をロゴヴィスタ株式会社に譲渡。
- 2005年 株式会社アパマンショップネットワークによるTOBを受け、カテナからアパマンショップネットワークの連結子会社となる。
- 2005年 防災システム事業及び社会公共事業をカテナに譲渡。
- 2006年 株式会社リビングファーストを子会社化。アパマンと連携で不動産ポータルサイト構築へ注力。
- 2009年 株式会社リビングファーストの全株式を譲渡。
- 2012年 株式会社アップトゥーミーの全株式を取得し完全子会社化。
- 2013年
  - 1月 パワーテクノロジー株式会社を吸収合併。これに伴いアパマンショップホールディングスの持株比率が35.85%（議決権ベース）に低下し、子会社でなくなる[5]。株式会社アップトゥーミーを吸収合併[6]。
  - 7月 東京証券取引所と大阪証券取引所の市場統合に伴い、東京証券取引所JASDAQ（スタンダード）に上場。
- 2014年 本店を東京都千代田区に移転。
- 2015年 東京証券取引所市場第二部へ市場変更。
- 2016年 東京証券取引所市場第一部へ指定替え。
- 2021年 コワーキングスペース・レンタルオフィス・シェアオフィスの運営企業である「fabbit株式会社」を吸収合併。秋田県の劇団「わらび座」の民事再生スポンサーになる。
- 2021年 本店の入居する朝日生命大手町ビルが再開発「TOKYO TORCH」により解体されることに伴い、本店を現住所に移転[7]。
- 2023年 東京証券取引所スタンダード市場へ市場変更。

## かつて販売していた商品
パソコンゲーム
- 『ジャンピングブロック』、1982年。
- 『ヘッドオン』、1982年。
- 『マージャンゲーム』、1982年。
- 『UFOシューティング』、1982年。
- 『カジノパチンコ』、1982年。
- 『雀球』、1982年。
- 『アレンジボール』、1982年。
- 『ポーカー』、1982年。
- 『スターファイヤーPART1』、1982年。
- 『サルカニ合戦』、1982年。
- 『コンバットゲーム』、1982年。
- 『ビリヤード』、1982年。
- 『ルナーレスキュー』、1982年。
- 『サブマリン』、1982年。
- 『ブラックジャック』、1982年。
- 『珊瑚海海戦』、1982年11月。
- 『走れ!Tiny』、1982年。
- 『選挙』、1983年5月。24日間の選挙シミュレーション。
- 『ジャンキー 雀鬼』、1983年6月。麻雀ゲーム。
- 『ミオのミステリーアドベンチャー』ADV 、1983年7月。
- 『珊瑚海海戦 中級編』SLG 、1983年9月。 珊瑚海海戦の続編。
- 『ミコとアケミのジャングルアドベンチャー』ADV、1984年3月。
- 『ジグソーアドベンチャー』ADV･PZL 、1984年5月。ジグソーパズルとアドベンチャーゲームのミックスゲーム。
- 『David's Midnight Magic』ピンボール、1984年7月。Apple IIの同名ソフトの移植版。
- 『チョップリフター』ACT 、1984年11月。Apple IIの同名ソフトの移植版。
- 『チャンピオンシップ・ロードランナー』ACT、1985年10月。同名ソフトの移植版。
- 『パズルパニック』PZL、1985年10月。
- 『ロードランナー 』ACT、1986年1月。PC-8801mkIISR/TR/FR/MR専用。同名ソフトの移植版。
- 『SeeNa』3DACT、1986年2月。
- 『カリグラフコンストラクション』ツールソフト、1986年2月。
- 『シーナワイドスクリーン』レースゲーム、1986年6月。
- 『冒険浪漫』ACT、1986年7月。イマジニアのwavejackレーベルから、ファミコン版がPC版と同タイトルで発売が予定されていた。『ドタ君の冒険浪漫』への改題が告知された後、発売中止となった。
- 『大戦略88』SLG、1986年10月。「現代大戦略｣移植版。
- 『エリュシオン(ELYSION)』、1986年10月。
- 『ティルナノーグ (TIR-NAN-OG) ダーナの末裔』 RPG、1987年。PC9801。
- 『ファンタジーナイト (FANTASY KNIGHT)』SLG、1987年。PC9801。
- 『将棋88』1987年2月。
- 『オーガ』SLG、1987年4月。
- 『上海』1987年4月。
- 『大戦略・マップコレクション』SLG、1987年7月。プレイには大戦略が必要。
- 『かわいそう物語』ADV、1987年12月。
- 『ティルナノーグ2 (TIR-NAN-OG) カオスの警鐘』RPG、1988年。PC9801。
- 『ロードオブウォーズ (LOAD OF WARS)』SLG、1988年。PC9801。
- 『ロードオブパンツァーズ (LOAD OF PANZERS)』SLG、1988年。PC9801。
- 『F15ストライクイーグル』ACT、1988年1月。マイクロプローズの同名ゲームの移植。
- 『スーパー大戦略』SLG、1988年3月。
- 『スーパー大戦略・マップコレクション』1988年7月。プレイにはスーパー大戦略が必要。
- 『アクロジェット』フライトシミュレーター、1988年10月。
- 『マスターオブモンスターズ』SLG、1988年10月。
- 『天下統一』SLG、1989年。PC9801。
- 『マスターオブモンスターズ マップコレクション』1989年5月。プレイにはマスターオブモンスターズが必要。
- 『銀河』TBL、1989年6月。パズル･カードゲーム全24種のゲーム詰め合わせ。
- 『キャンペーン版・大戦略2』SLG、1989年11月。
- 『ブルトンレイ (BRETONNE LAYS)』RPG、1990年。PC9801。
- 『ブリッツクリーク (BLITZKRIEG) 東部戦線1941〜45』SLG、1990年。PC9801、X68000。
- 『インペリアルフォース (IMPERIAL FORCE)』SLG、1990年。PC9801。
- 『上海2』PZL、1990年4月27日。上海の続編。
- 『キャンペーン版大戦略2　マップコレクション』、1990年7月。プレイにはキャンペーン版大戦略2が必要。
- 『ティルナノーグ (TIR-NAN-OG) 禁断の塔』RPG、1990年8月24日。PC-8801、MSX2。
- 『天下統一II 乱世の覇者』SLG、1991年。PC9801。
- 『ブリッツクリークII パンツァーカイル (BLITZKRIEG 2 PANSER KEIL)』SLG、1991年。PC9801。
- 『ジャパンバッシング (JAPAN BASHING)』SLG、1992年。PC9801。
- 『コラムス』PZL、1992年4月。同名ソフトの移植版。
- 『ストラディア (STRADIA)』SLG、1993年。PC9801。
- 『ソリッドランサー』1993年。『スターブレード』型のシューティングであるが、当時はまだ珍しかったハードディスク（HD）必須ゲームとすることで、ジオメトリ演算の結果を全てHDに展開し（このためフロッピーの枚数はHDの必須容量と連動していない。また自機の操縦もできない）、当時の非力なPCでの3DCGを実現していた。
- 『メガトンアームズ』1994年。PC-9821シリーズ専用の（256色モード必須のため9801不可）3D格闘アクションゲーム。ロボット格闘モノで、シェーディングこそ無いものの当時の98で（パックドピクセルの256色を必須とすることでできたことだが）テクスチャマッピングを実現していたことが特筆される。価格は7800円。ハードディスク専用[8]。
- 『空軍大戦略』SLG、1994年。PC9801。
- 『釣道 海釣り編』1996年8月23日発売。ゲーム内で使えるロッドやリールに「カーボン・ホリデー磯HG」や「NEWステラ」など、釣具メーカーシマノの製品が実名で登場した。価格は8,800円。Windows95。